# 瓦努科省

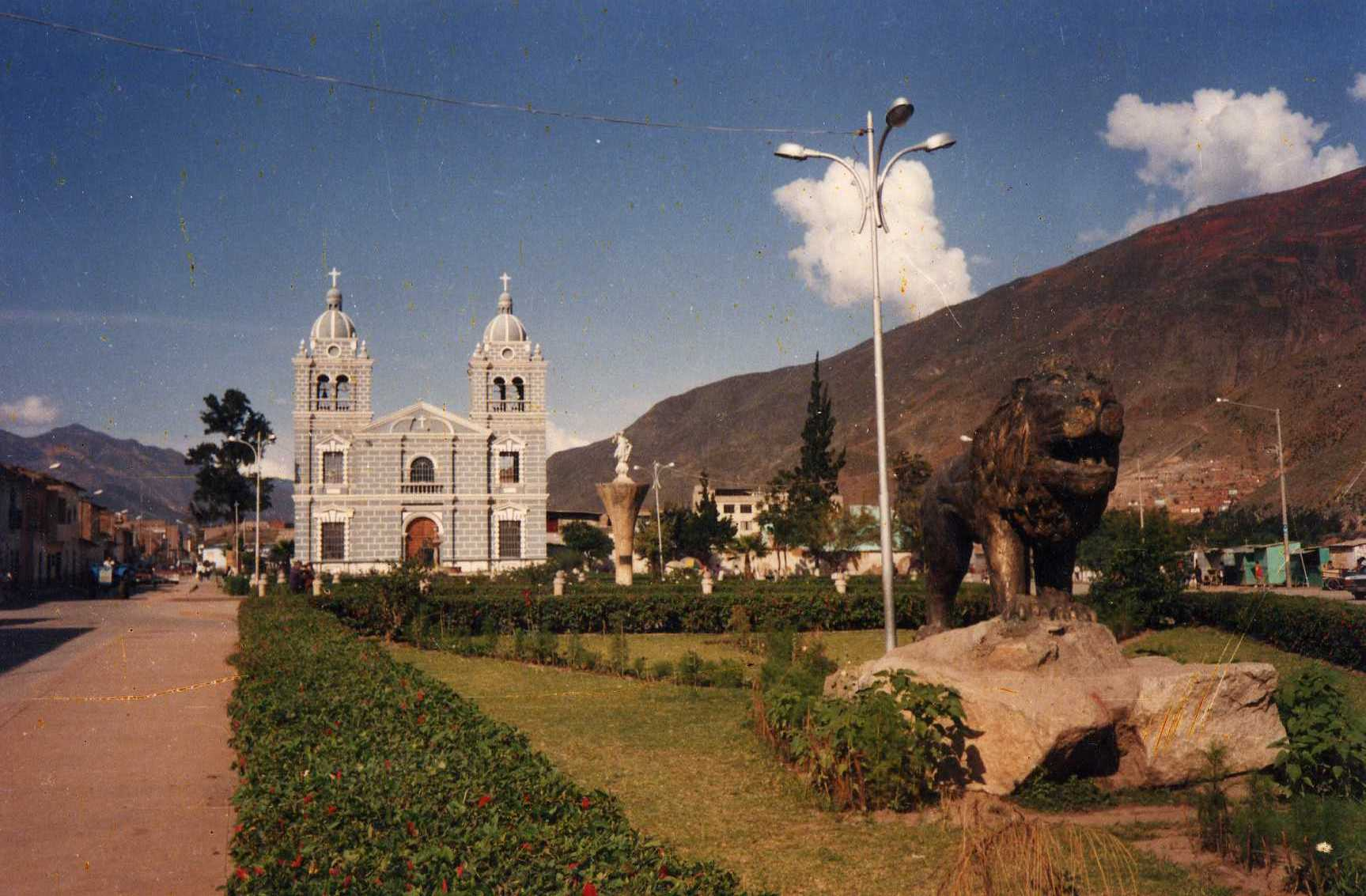

9°55′00″S 76°14′00″W / 9.9167°S 76.2334°W
瓦努科省（西班牙語：Provincia de Huánuco），是秘魯的省份，位於該國中南部瓦努科大區，首府是瓦努科，始建於1823年11月4日，面積4,023平方公里，人口270,233，人口密度為每平方公里67.17人。

## 外部連結
- （西班牙文） www.huanuco.mp.gob.pe Official province web site